# 京都府道15号宇治淀線
京都府道15号宇治淀線（きょうとふどう15ごう うじよどせん）は、京都府宇治市から京都府京都市伏見区淀に至る主要地方道に指定された府道である。

## 概要
現行の道路法に基づく主要地方道として全国で初めて指定された路線のうちの1つである。
起点付近は緩やかな勾配で、宇治橋通り商店街の中を通過する。その後宇治市宇治弐番から宇治市神明まではやや急な上り坂で、その後宇治市大久保町まではやや急な下り坂となっている。そこから終点まではほぼ平坦である。
宇治橋通り商店街の区間は1車線で、自動車のみ東行き（終点から起点方向）の一方通行である。それ以外の区間は2車線である。

### 路線データ
- 起点 : 京都府宇治市宇治妙楽（宇治橋西詰交差点）
- 終点 : 京都府京都市伏見区淀美豆町378番地の1地先[1]（淀木津交差点、京都府道13号京都守口線交点）

## 歴史
本路線は、旧道路法（大正8年法律第58号）に基づいて1936年（昭和11年）以前に府道新田宇治線、府道淀新田停車場線として認定されていた路線を継承したものである。道路法（昭和27年法律第180号）第56条の規定に基づき、主要な都道府県道として1954年（昭和29年）に指定された。

### 年表
- 1954年（昭和29年）1月20日 - 建設省（当時）が府道新田宇治線の一部、府道淀新田停車場線を宇治淀線（宇治市 - 久世郡淀町）として主要地方道に指定[2]。
- 1955年（昭和30年）10月18日 - 京都府が宇治淀線を府道路線認定。整理番号は主要地方道15[3]。

## 路線状況

### 改良事業
宇治橋通り
宇治市街地の一部区間については、観光客のほか地元の生活道路として利用されているが、道路幅が狭隘（4輪車は一方通行となっている）であることから、歩行者の安全対策が企図された。
当路線（延長800m）および分岐する一部の区間について、電線地中化および歩行空間（路側帯）の明示による歩行者空間を確保する一方、交差点付近の路面においては車両の減速を促す視覚効果を狙った「減速マーク」（アローライン）を採用するなど、歩行者の安全向上に寄与する「歩車共存道路」としての整備がなされ、2012年9月に事業が完了した。
「新宇治淀線」
宇治市広野町付近の区間では、JR奈良線の踏切や府道69号（奈良街道、旧国道24号）と交差しているほか、両側2車線が確保されているものの車道幅が狭いことから慢性的に渋滞が発生している。また、JR奈良線新田駅および近鉄京都線大久保駅に近いことから歩行者利用も少なくないが、歩道が設置されていないことによる安全上の懸念もあった。
このため、交通の分散による渋滞と騒音緩和といった環境の向上および、歩行者の安全性向上などのため、延長450mのバイパス道路が企図された。この事業に伴い事業区間の東側で供用中の宇治市道下居大久保線（カムループス通り）と接続することによる混雑緩和も期待されている。JR線との立体交差部については高架構造の検討もなされたが、景観上の配慮から地下構造として事業化された。
なお、「新宇治淀線」は当事業および事業区間の通称として用いられるものである。2016年8月6日に事業が完了、全線開通した（事業区間のうち、西側の府道69号と市道新田城陽線（旧奈良街道）の区間（延長150m）は2013年12月17日より先行供用されていた）。

### 重複区間
- 京都府道69号城陽宇治線（宇治市広野町西裏 地内）
- 京都府道81号八幡宇治線（久世郡久御山町北川顔表畑 地内）

### 道路施設
- 淀大橋（宇治川の橋）

## 地理

### 通過する自治体
- 京都府
  - 宇治市 - 久世郡久御山町 - 八幡市 - 京都市（伏見区） - 八幡市 - 京都市（伏見区） - 久世郡久御山町 - 京都市（伏見区）

### 交差する道路
- 京都府道3号大津南郷宇治線 あがた通り・京都府道7号京都宇治線 宇治橋通り・京都府道241号向島宇治線・京都府道248号平等院線（宇治市宇治妙楽・宇治橋西詰交差点、起点）
- 京都府道246号宇治停車場線（宇治市宇治壱番）
- 京都府道249号宇治小倉停車場線（宇治市宇治壱番）
- 京都府道81号八幡宇治線（宇治市神明石塚）
- 京都府道69号城陽宇治線（宇治市広野町西裏）
- 京都府道69号城陽宇治線（宇治市広野町西裏）
- 国道24号 大久保バイパス（久世郡久御山町林八幡講）
- 第二京阪道路（国道1号）久御山南IC（久世郡久御山町佐山美ノケ薮）
- 国道1号 京阪国道（久世郡久御山町田井向野）
- 京滋バイパス 久御山淀IC・国道478号（京都府道81号八幡宇治線 重複）（久世郡久御山町北川顔表畑）
- 京都府道81号八幡宇治線（久世郡久御山町北川顔表畑）
- 京都府道126号新町淀停車場線（久世郡久御山町大橋辺北島）
- 京都府道13号京都守口線 旧京阪国道（京都市伏見区淀木津町・淀木津交差点、終点）

### 沿線
- 京都銀行 宇治支店
- JR奈良線 宇治駅
- 京都中央信用金庫 宇治支店
- 京都信用金庫 宇治支店
- NTT西日本 京都支店宇治別館
- 宇治警察署
- 京都府宇治総合庁舎
- 宇治市立宇治中学校
- 京都中央信用金庫 神明支店
- 宇治市立神明小学校
- 宇治神明宮郵便局
- 神明神社（神明皇大神宮）
- 京都府立宇治支援学校（旧京都府立城南高等学校）
- 学校法人広野学園 広野幼稚園
- 宇治市立大久保小学校
- JR奈良線 新田駅
- 京都中央信用金庫 大久保支店
- 陸上自衛隊 大久保駐屯地
- 近鉄京都線 大久保駅
- 宇治市立西大久保小学校
- 任天堂販売 京都物流センター（旧任天堂 宇治大久保工場）
- 京都中央信用金庫 久御山支店
- 京都銀行 久御山町支店
- 京都中央信用金庫 久御山中央支店
- 久御山郵便局
- 久御山町役場
- 京都府立消防学校
- 御牧郵便局
- 京阪電気鉄道 淀車庫